# Gornja Zleginja
Gornja Zleginja (em cirílico: Горња Злегиња) é uma vila da Sérvia localizada no município de Aleksandrovac, pertencente ao distrito de Rasina, na região de Župa. A sua população era de 403 habitantes segundo o censo de 2011.

## Demografia
| 1948 | 1953 | 1961 | 1971 | 1981 | 1991 | 2002 | 2011 |
| ---- | ---- | ---- | ---- | ---- | ---- | ---- | ---- |
| 739  | 773  | 728  | 648  | 621  | 580  | 457  | 403  |